# Župnija Polzela
Župnija Polzela je rimskokatoliška teritorialna župnija dekanije Žalec škofije Celje.
Župnijska cerkev je cerkev sv. Marjete.

## Zgodovina
Župnija je bila ustanovljena nekje med 1255 (prva omemba cerkve) in 1323 (že utemeljena komenda malteškega viteškega redu).
Do 7. aprila 2006, ko je bila ustanovljena škofija Celje, je bila župnija del celjskega naddekanata škofije Maribor.